# Charles A. Stafford
Pour les articles homonymes, voir Stafford.
Charles Arthur Stafford (né le 8 décembre 1908 à Kemmerer, Wyoming, mort le 3 mars 1942 au large de Broome) est un capitaine et médecin dans le corps médical de l'armée de terre des États-Unis mort pendant la Seconde Guerre mondiale. Stafford reçoit à titre posthume la Silver Star pour ses actions lors de l'invasion de Java.

## Biographie
Stafford est le fils de Charles Duncan Stafford (1871-1938), médecin et chirurgien, et de Mary Elizabeth (Mabel) Sellon (1886-1972). Il est l'aîné de trois enfants, avec deux sœurs cadettes : Mary Marguerite et Jacqueline Maurice (Penny). Il est élève de la Kemmerer High School et de la Kemper Military College avant de s'inscrire au Rush Medical College à Chicago. Le 14 août 1940, il épouse Kathryn Louise Froscher (1910-2000). Ils ont un enfant, Mildred Ann, née vers 1941. Kathryn se remariera finalement après la mort de Stafford avec John Hall.

## Carrière militaire
Stafford entre dans l'armée dans le Wyoming, mais est répertorié comme étant originaire de Hinsdale (Illinois).
Stafford est le chirurgien de la médecine aéronautique de la 9e escadron de la 7th Bomb Wing, stationné à Yogyakarta début février 1942, lorsqu'arrivent 22 marins des croiseurs de la marine américaine Houston et Marblehead blessés lors de la bataille du détroit de Makassar. Stafford et les médecins néerlandais locaux travaillent tard dans la nuit pour soigner les marins, dont la plupart ont de graves brûlures. Lorsque les Japonais envahissent Java le 28 février 1942, Stafford joue un rôle déterminant dans l'évacuation des marins à bord du cargo Abbekerk.
Début mars 1942, les forces alliées évacuent les civils et les blessés de Java par Broome, en Australie occidentale, puis vers Perth. Craignant une attaque aérienne japonaise, les avions transportant des évacués reçoivent l'ordre de décoller de Broome avant 10 heures le 3 mars 1942. Presque exactement à ce moment-là, le B-24 Liberator Arabian Nights (#40-2370) du 19th Air Refueling Group, transportant Stafford et 33 blessés, décolle de Broome pour Perth. Alors que l'avion grimpe de 300 pieds (91,44 m) à 400 pieds (121,92 m), un vol de six avions de combat japonais A6M Zero attaque Broome. L'adjudant de la Marine impériale japonaise Osamu Kudo est crédité d'avoir abattu l’Arabian Nights, qui s'écrase à 11 km au large. Malgré ses efforts pour sauver les blessés, Stafford et tous les hommes de troupe sauf deux, dont l'un est mort après une nage ardue vers la terre, sont tués dans l'accident et le naufrage de l'avion.
Le corps de Stafford ne peut être récupéré, il est commémoré sur les tablettes des disparus au cimetière américain de Manille aux Philippines.

## Distinctions
Pour son "dévouement au devoir et son sang-froid sous le feu" en soignant les marins blessés du Houston et du Marblehead, Stafford reçoit à titre posthume la Silver Star le 18 juillet 1942. Stafford reçoit également le Purple Heart.

## Hommage
En 1944, le navire-hôpital de l'armée américaine Charles A. Stafford est nommé en son honneur.